# Rue du Faubourg-Montmartre
Rue du Faubourg-Montmartre är en gata i Paris 9:e arrondissement. Gatan är mycket gammal och utgjorde huvudled till Klostret Montmartre. Under franska revolutionen benämndes den Rue du Faubourg-Montmarat.
Rue du Faubourg-Montmartre börjar vid Boulevard Montmartre 2 / Boulevard Poissonnière 32 och slutar vid Rue Fléchier 4 / Rue Lamartine 43.